# Emil Constantinescu
Emil Constantinescu GColIH (Tighina, 19 de novembro de 1939) é um político romeno, foi presidente de seu país de 1996 a 2000.
A 15 de Março de 2000 foi agraciado com o Grande-Colar da Ordem do Infante D. Henrique de Portugal.